# Nacho Romero
Pour les articles homonymes, voir Romero.
Nacho Romero, né le 30 juillet 1973, à Pedroche, en Espagne, est un ancien joueur de basket-ball espagnol. Il évolue durant sa carrière au poste de pivot.

## Palmarès
- Champion d'Espagne 1993, 1994
- Finaliste du championnat d'Europe 1999
- Vainqueur des Jeux méditerranéens de 1997